# Porta Westfalica
Porta Westfalica är en stad i Kreis Minden-Lübbecke i det tyska förbundslandet Nordrhein-Westfalen. Porta Westfalica, som första gången nämns i ett dokument från år 1019, har cirka 36 000 invånare.
Porta Westfalica har femton stadsdelar: Hausberge, Lohfeld, Barkhausen, Neesen, Lerbeck, Nammen, Wülpke, Kleinenbremen, Eisbergen, Veltheim, Möllbergen, Holtrup, Vennebeck, Costedt och Holzhausen.